# خواننده انسانی و رایانه انسانی
خواننده انسانی و رایانه انسانی دو پروژه سخت‌افزاری متن‌باز هستند که توسط بریداک گاسکیل، پژوهشگر و مخترع، طراحی شده‌اند.

## خواننده انسانی
خواننده انسانی یک دستگاه دیجیتال کم‌هزینه است که می‌تواند نسخه آفلاین و جستجوپذیر ویکی‌پدیا را در خود ذخیره کند و آن را از طریق تلویزیون نمایش دهد. این دستگاه از دو میکروکنترلر ۸ بیتی تشکیل شده و به یک کنسول کلاسیک متصل به تلویزیون شباهت دارد. ویژگی‌های آن عبارتند از:
- اتصال به تلویزیون از طریق خروجی ویدئوی ترکیبی
- قابلیت اتصال به صفحه‌کلید PS/2
- استفاده از کارت حافظه microSD برای ذخیره‌سازی داده‌ها
- پشتیبانی از شارژر استاندارد micro-USB
- قابلیت ذخیره‌سازی معادل ۵۰۰۰ کتاب، از جمله نسخه آفلاین ویکی‌پدیا
- عدم نیاز به اتصال اینترنت

این دستگاه به‌ویژه برای استفاده در مناطق در حال توسعه طراحی شده است، جایی که دسترسی به اینترنت محدود است. با تولید انبوه، قیمت هر دستگاه حدود ۲۰ دلار برآورد شده است.

## رایانه انسانی
رایانه انسانی نسخه پیشرفته‌تری از خواننده انسانی است که برای علاقه‌مندان به الکترونیک طراحی شده است. این دستگاه مشابه خواننده انسانی است، اما ویژگی‌های اضافی مانند پورت micro-USB و پورت مادون قرمز را ارائه می‌دهد. این دستگاه به‌عنوان یک میکروکامپیوتر ۸ بیتی عمل می‌کند و امکان توسعه و سفارشی‌سازی بیشتری را فراهم می‌کند.